# Theodor Donat
Theodor Donat (geb. 2. Februar 1844 in Tauchritz bei Görlitz; gest. 18. November 1890 in Erdmannsdorf) war eine schlesische Persönlichkeit. Er war der Gründer des Riesengebirgsvereins (1880).
Er ist unter anderem Verfasser eines Buches über Sehenswürdigkeiten und Geschichte von Erdmannsdorf.
Ein großer Findling mit einer ihm gewidmeten, zweisprachigen Erinnerungstafel befindet sich heute in Mysłakowice (Zillerthal-Erdmannsdorf).